# チャバ・プロナイ
チャバ・プロナイ（Csaba Prónai、1966年4月13日 - ）は、ハンガリーの文化人類学者、ジプシー研究者、社会学者。
現在はELTE Társadalomtudományi Karの講師。

## 来歴
ブダペスト出身。
ブダペストにある大学Budapesti Fazekas Mihály Gyakorló Általános Iskola és Gimnáziumで学ぶ。
1996年からエトヴェシュ・ロラーンド大学で文化人類学と美学の教授。
1998年に社会学の功績でエルデイ・フェレンツ賞を受賞した。
2001年に社会学の学位を取得。